# Biffen och Bananen (film)
Biffen och Bananen är en svensk komedifilm från 1951 baserad på Jan-Erik Garlands tecknade serie Biffen och Bananen.

## Handling
Biffen och Bananen arbetar på cykelfabriken Standard. Deras vän Stickan Berglund arbetar på samma firma och har uppfunnit ett nytt nav som, till hans besvikelse, direktör Carlsson inte vill bygga. Stickan säger upp sig från jobbet. Stickan, Biffen och Bananen bygger en cykel, med vilken Stickan kan ställa upp i en kommande cykeltävling.

## Rollista
- Åke Grönberg - Biffen, cykelmontör
- Åke Söderblom - Bananen, Kalle Jansson, cykelmontör
- Lillebil Kjellén - Kerstin Carve
- Lennart Lindberg - Stickan Berglund, tävlingscyklist och uppfinnare
- Gösta Prüzelius - Tage Wandel, ingenjör på cykelfirman
- Håkan Westergren - Carlsson, Kerstins far, direktör på Standards cykelfabrik
- Maj Larsson - Ella Öhman
- Siv Larsson - Elsa Öhman, Ellas tvillingsyster

## Musik i filmen
- Daisy Bell
- Swing Doors, instrumental
- Hurricane, instrumental
- Spirit of Youth, instrumental
- Domaredansen, instrumental

## DVD
- Filmen gavs ut på DVD 2017.

## Uppföljare
- 1952 – Blondie, Biffen och Bananen
- 1957 – Klarar Bananen Biffen?